# 小津安二郎記念蓼科高原映画祭
小津安二郎記念蓼科高原映画祭（おづやすじろうきねんたてしなえいがさい）は、日本を代表する映画監督小津安二郎のゆかりのある長野県茅野市で毎年開催される映画祭である。

## 概要
蓼科高原にある小津安二郎の別荘であった無藝荘にちなんで、第1回「小津安二郎記念蓼科高原映画祭」が1998年9月8日に開催（3日間）された。
以後ほぼ毎年続けられている｡
小津安二郎監督作品の上映を中心に、シンポジウムや短編映画コンクールなどを行う。
2009年、小津作品の常連だった佐田啓二の娘で女優の中井貴惠が､小津映画を音楽家とのコラボレーションで朗読公演にした「音語り」の『晩春』を第12回映画祭で演じた。以後「音語り」は常連となる。
2022年、3年ぶりに第25回映画祭が9月17日から9月25日に開催されされた。
2023年、小津安二郎生誕120年の年を迎え、9月23日より第26回映画祭が開催された。

## 映画会場
- 茅野市民館 - イベントのメイン会場｡映画上映以外にシネマカフェ（市民ボランティアの地元食材でのおもてなし料理）・交流パーティー（会場「カフェ・アンダンテ」映画上映後の当日ゲストとの立食パーティ）等がおこなわれた年もあった。

- 茅野新星劇場 - 主な映画上映会場

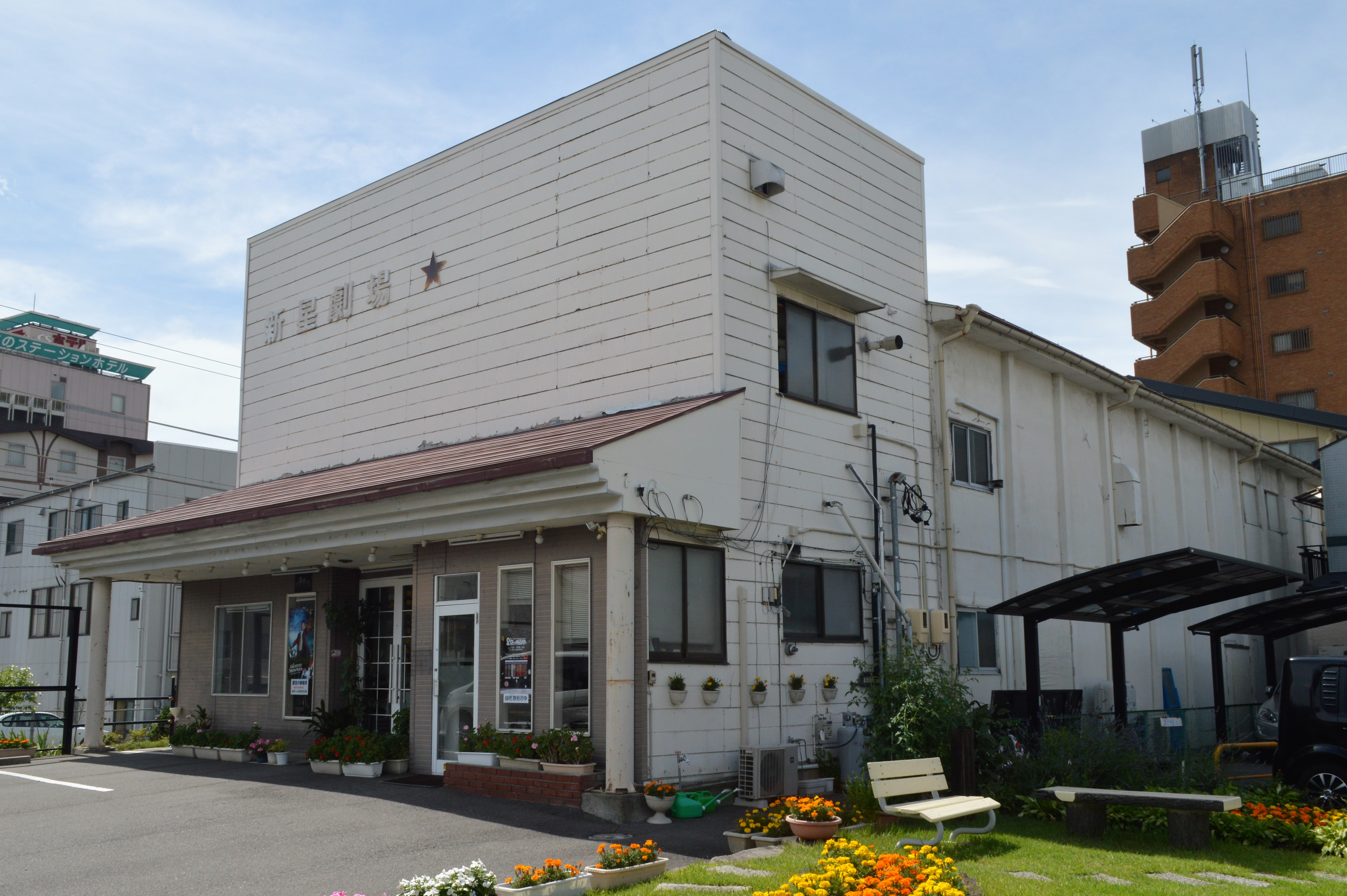
茅野新星劇場

- 無藝荘 - 「夏の小津会」小津安二郎の関係者や、愛好家達と思い出話をしながらのお茶会が開催される。（期間中駅から無料シャトルバスが出る）
- 茅野駅西口商業施設「ベルビア」1F「bar&ライブハウス ピアノマン」 - 2024年は9月23日から26日まで23回短編映画コンクールの応募作品の鑑賞が行われる[4]。
  - ベルビア2F小津安二郎・野田高梧展示コーナー（映画祭期間外にも常設展示されている[5]。）

### 映画祭チケット
前売り券等が全国のコンビニ他、各施設の店頭で販売される（当日券有り）。

## 上映映画
小津作品以外にも様々な作品が上映される｡
- 以前に公開された作品
  - 彼女の告白ランキング
  - 夢二人形
  - 不完全世界
  - サンゴレンジャー
  - タロット探偵ボブ西田
  - ねこのひげ
  - かぞくのひけつ
  - キユミの肘 サユルの膝
  - かぞくのひけつ
  - バースデーカード
  - ミドリムシの夢
  - こんぷれっくす×コンプレックス（短編映画コンクール）
  - 落書き色町（短編映画コンクール）

## 短編映画コンクール
当映画祭では2002年（第5回蓼科高原映画祭）より映像制作者の作品発表や登竜門の場として短編映画のコンクールを開催している。

### 短編映画コンクール出品監督
- 宮本正樹
- 天野千尋
- 古本恭一
- 中江和仁
- 伴野智
- 船谷純矢
- 吉川仁士
- 藤原伊織
- 前田直樹
- 真田幹也
- 杉田愉
- 小田学
- 末長敬司
- 後藤庸介
- スパイシーマック
- 田野聖子
- 勝又悠
- 平岡香純
- 竹葉リサ
- 渋谷悠
- 松崎まこと
- 林弘樹
- 多胡由章
- ふくだみゆき
- 松本卓也
- 川崎僚
- 松本動
- 香西志帆
- 加賀成一
- 平岡香純
- 森ガキ侑大
- 中元雄

## 小津安二郎記念館・無藝荘

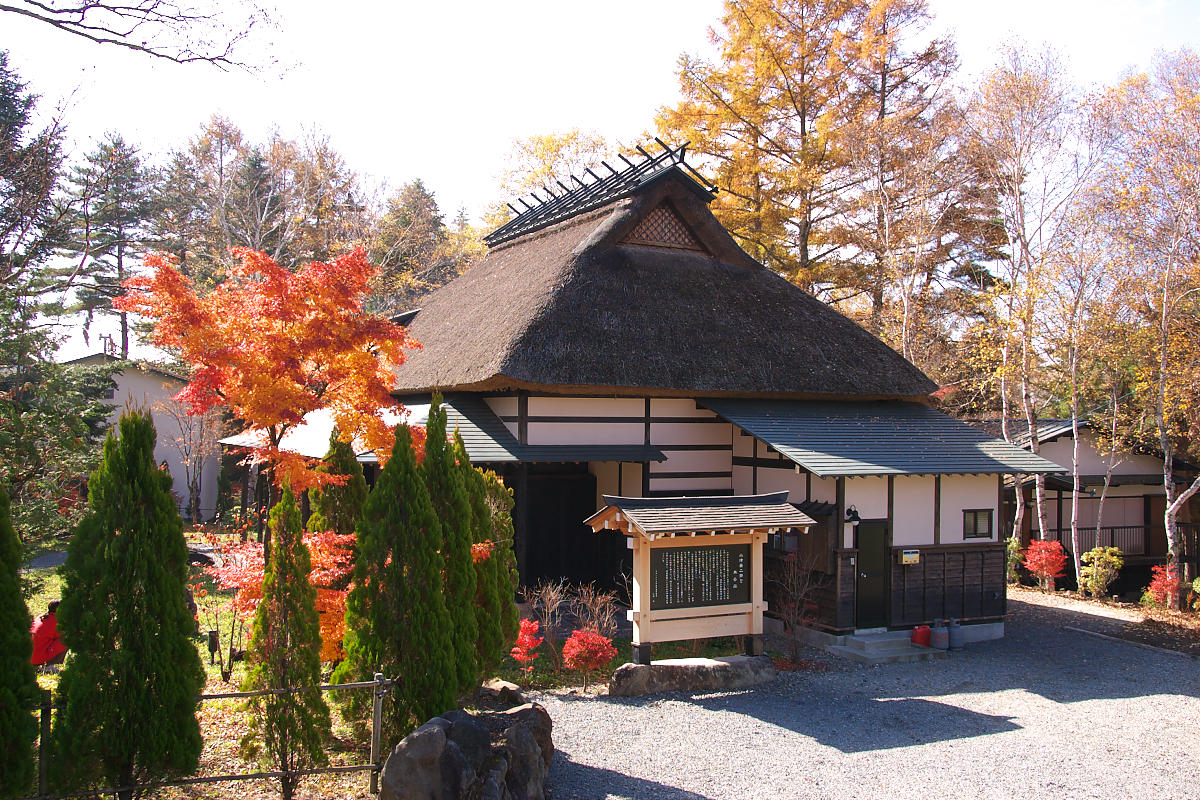
無藝荘

1954年､蓼科高原にあった野田高梧の山荘「雲呼荘」の近くにある片倉製糸の別荘を借り、「無藝荘」と名付けた｡以来、小津と野田高梧の共同脚本作業の場となった。2003年、小津の生誕100年を記念し茅野市と地元で建物を引き取り、プール平(地名)に移築して保存・公開している｡
- 開館時間10:00～16:00
- 開館期間4月下旬～11月初旬[8]

無藝荘から行ける小津安二郎が散歩していたコース「小津の散歩道」には、「小津の一本桜」や笠智衆や佐田啓二、新藤兼人、井上和男等の山荘や「新・雲呼荘 野田高梧記念蓼科シナリオ研究所」があり、当時の小津の山荘生活がうかがえる。

### 関連書籍
- 『蓼科日記』蓼科日記刊行会　著　小学館スクウェア(2013)ISBN 978-4797981186　野田高梧の山荘「雲呼荘」に備えられていたノート「蓼科日記」(野田や小津や、訪問者が自由に書き込んだ)を本にまとめたもの｡仲間たちと愛飲していた茅野市の日本酒「ダイヤ菊[10]」を飲み交わしたこと等が楽しげに描かれている｡ダイヤ菊は諏訪大津屋本家酒造で造られていたが､2020年「戸田酒造株式会社」と社名を変えた[11]。